# Orta
Orta, anteriorment coneguda com a Kari Pazarı, és una ciutat i districte de la província de Çankırı, a l'Anatòlia Central (Turquia). El 2020 la ciutat tenia 3.336 habitants.